# Saturnin Osiński
Saturnin Osiński (ur. 7 kwietnia 1879 w Warszawie, zm. we wrześniu 1947 w Borowiczach) – polski polityk okresu międzywojennego, działacz ruchu ludowego, senator.

## Życiorys
Pochodził z rodziny urzędniczej. Nie ukończył szkoły średniej z powodów politycznych. W latach 1897–1900 na emigracji w Szwajcarii. Później mieszkał w Lublinie, gdzie działał w Komisji Tymczasowej Skonfederowanych Stronnictw Niepodległościowych. Po rozpoczęciu I wojny światowej, był członkiem Polskiej Organizacji Wojskowej.
Od 1916 w Narodowej Partii Robotniczej, w 1917 przeszedł do Polskiego Stronnictwa Ludowego „Wyzwolenie”. Był członkiem Zarządu Okręgowego tej partii w Lublinie w latach 1919–1931. Był zastępcą przewodniczącego Wojewódzkiego Komitetu Obrony Narodowej w Lublinie w 1920 roku. W 1922 wybrano go do Senatu z województwa lubelskiego.
Po wybuchu II wojny światowej prowadził działalność niepodległościową - pracował w Delegaturze Rządu w Lublinie. Został uwięziony przez władze radzieckie. Przetrzymywany był w Charkowie i Riazaniu. Zmarł w radzieckim obozie w Borowiczach, we wrześniu 1947.

## Ordry i odznaczenia
- Złoty Krzyż Zasługi (11 listopada 1934)[2]